# میثم جبار
میثم جبار (عربی: ميثم جبار؛ زادهٔ ۱۰ نوامبر ۲۰۰۰) بازیکن فوتبال اهل عراق است.
از باشگاه‌هایی که در آن بازی کرده‌است می‌توان به باشگاه فوتبال نیروی هوایی اشاره کرد.
وی همچنین در تیم‌های ملی فوتبال زیر ۱۷ سال عراق و عراق بازی کرده‌است.